# Roman Kontšek
Roman Kontšek (* 11. června 1970 Žilina) je bývalý slovenský hokejový útočník.

## Hráčská kariéra
V československé hokejové lize debutoval v mužstvu Dukla Trenčín. V roce 1990 byl draftován Washingtonem Capitals (v 7. kole z 135. místa). V ročníku 1991/92 Dukla vybojovala svůj první mistrovský titul. Stejný úspěch zaznamenal v tomto mužstvu iv prvním ročníku Slovenské extraligy.
V průběhu sezóny 1994/95 ho angažoval HC Třinec, během ročníku 1997/98 se vrátil do Trenčína. V květnu 1999 uzavřel kontrakt s dalším českým klubem HC Femax Havířov. Šlo o smlouvu na jeden rok s možnou opcí na další, která byla využita.
V ročníku 2001/02 působil v MsHK Žilina, další v italské lize za SV Renon. Od sezóny 2003/04 byl znovu hráčem Žiliny, přičemž v sezóně v 2005/06 s ní získal mistrovský titul – první v historii klubu. V úvodu ročníku 2006/07 přestoupil do HC Košice. Mužstvo se dostalo do semifinále play off, kde bylo vyřazeno Duklu Trenčín. Po skončení sezóny se vrátil do Žiliny, kde podepsal dvouletou smlouvu.
Po dvou letech ukončil aktivní kariéru a stal se sportovním manažerem klubu. 2. září 2010 ho generální manažer Ľubomír Juriga-Brankovice odvolal z funkce.

## Ocenění a úspěchy
- 1994 SHL – Nejlepší nahrávač
- 2005 ČHL/SHL – Utkání hvězd české a slovenské extraligy

## Prvenství
- Debut v ČHL – 2. ledna 1996 (HC Železárny Třinec proti HC Petra Vsetín)
- První gól v ČHL – 4. ledna 1996 (HC Pojišťovna IB Pardubice proti HC Železárny Třinec, brankáři Radovanu Bieglovi)
- První asistence v ČHL – 9. ledna 1996 (HC Železárny Třinec proti HC Pojišťovna IB Pardubice)
- První hattrick v ČHL – 21. ledna 2000 (HC Femax Havířov proti HC Becherovka Karlovy Vary)

## Klubové statistiky
| Sezóna       | Klub                | Soutěž       |     | Základní část | Základní část | Základní část | Základní část | Základní část |   | Play off | Play off | Play off | Play off | Play off |
| Sezóna       | Klub                | Soutěž       | Z   | G             | A             | B             | TM            | Z             | G | A        | B        | TM       |          |          |
| 1989/1990    | ASVŠ Dukla Trenčín  | ČSHL         | 21  | 8             | 7             | 15            | —             | —             | — | —        | —        | —        |          |          |
| 1990/1991    | ASVŠ Dukla Trenčín  | ČSHL         | 54  | 15            | 23            | 38            | —             | —             | — | —        | —        | —        |          |          |
| 1991/1992    | ASVŠ Dukla Trenčín  | ČSHL         | 23  | 5             | 6             | 11            | —             | —             | — | —        | —        | —        |          |          |
| 1992/1993    | ASVŠ Dukla Trenčín  | ČSHL         | 49  | 12            | 23            | 35            | —             | —             | — | —        | —        | —        |          |          |
| 1993/1994    | Dukla Trenčín       | SHL          | 38  | 28            | 31            | 59            | —             | —             | — | —        | —        | —        |          |          |
| 1994/1995    | Dukla Trenčín       | SHL          | 31  | 7             | 24            | 31            | 24            | 6             | 1 | 1        | 2        | 8        |          |          |
| 1995/1996    | Dukla Trenčín       | SHL          | 24  | 12            | 12            | 24            | 18            | —             | — | —        | —        | —        |          |          |
| 1995/1996    | HC Železárny Třinec | ČHL          | 12  | 4             | 1             | 5             | 4             | 2             | 1 | 1        | 2        | 0        |          |          |
| 1996/1997    | HC Železárny Třinec | ČHL          | 50  | 17            | 21            | 38            | 18            | 4             | 0 | 0        | 0        | 0        |          |          |
| 1997/1998    | HC Železárny Třinec | ČHL          | 27  | 3             | 4             | 7             | 10            | —             | — | —        | —        | —        |          |          |
| 1997/1998    | Dukla Trenčín       | SHL          | 24  | 6             | 23            | 29            | 24            | —             | — | —        | —        | —        |          |          |
| 1998/1999    | Dukla Trenčín       | SHL          | 44  | 14            | 24            | 38            | 18            | —             | — | —        | —        | —        |          |          |
| 1999/2000    | HC Femax Havířov    | ČHL          | 34  | 9             | 8             | 17            | 49            | —             | — | —        | —        | —        |          |          |
| 2000/2001    | HC Femax Havířov    | ČHL          | 43  | 7             | 13            | 20            | 24            | —             | — | —        | —        | —        |          |          |
| 2001/2002    | MsHK Žilina         | SHL          | 16  | 1             | 6             | 7             | 33            | —             | — | —        | —        | —        |          |          |
| 2002/2003    | SV Renon            | LIHG         | 41  | 33            | 51            | 84            | —             | —             | — | —        | —        | —        |          |          |
| 2003/2004    | MsHK Žilina         | SHL          | 37  | 11            | 18            | 29            | 53            | 4             | 2 | 1        | 3        | 6        |          |          |
| 2004/2005    | MsHK Žilina         | SHL          | 49  | 9             | 28            | 37            | 36            | 5             | 0 | 2        | 2        | 4        |          |          |
| 2005/2006    | MsHK Žilina         | SHL          | 51  | 14            | 22            | 36            | 74            | 17            | 2 | 4        | 6        | 12       |          |          |
| 2006/2007    | MsHK Žilina         | SHL          | 13  | 2             | 3             | 5             | 10            | —             | — | —        | —        | —        |          |          |
| 2006/2007    | HC Košice           | SHL          | 36  | 7             | 21            | 28            | 34            | 11            | 2 | 4        | 6        | 8        |          |          |
| 2007/2008    | MsHK Žilina         | SHL          | 37  | 8             | 21            | 29            | 58            | 4             | 0 | 2        | 2        | 4        |          |          |
| 2008/2009    | MsHK Žilina         | SHL          | 32  | 6             | 15            | 21            | 24            | 5             | 0 | 4        | 4        | 4        |          |          |
| Celkem v ČHL | Celkem v ČHL        | Celkem v ČHL | 164 | 40            | 47            | 87            | 103           | 6             | 1 | 1        | 2        | 2        |          |          |

## Reprezentace
Roman Kontšek byl členem československé reprezentace do 18 let na Mistrovství Evropy v letech 1987 a 1988 - získal stříbrnou a zlatou medaili. Na MS do 20 let 1989 v Anchorage vstřelil hattrick v zápase proti Švédsku, mužstvo ČSSR nakonec vybojovalo bronz. V průběhu tohoto šampionátu byl zatčen v obchodním domě kvůli údajné krádeži voňavky, podle Kontšeka šlo o nedorozumění, které se s ním táhne celý život. Následně dostal hráčský distanc na 18 měsíců.
Trenér slovenské reprezentace Július Šupler ho nominoval na ZOH 1994 v Lillehammeru, kde Slovensko zaznamenalo olympijskou premiéru a dosáhlo 6. místo, když vypadlo ve čtvrtfinále s Ruskem 2:3 po prodloužení. Na akci vstřelil čtyři góly, hrál v útoku s Otou Haščákem a Ľubomírom Kolník. Celkově v slovenské reprezentaci odehrál 66 zápasů, vstřelil 23 branek.
| Rok                       | Tým                       | Soutěž                    | Z  | G  | A  | B  | TM |
| ------------------------- | ------------------------- | ------------------------- | -- | -- | -- | -- | -- |
| 1987                      | Československo 18         | MEJ                       | 7  | 6  | 6  | 12 | 4  |
| 1988                      | Československo 18         | MEJ                       | 5  | 4  | 7  | 11 |    |
| 1989                      | Československo 20         | MSJ                       | 6  | 5  | 3  | 8  | 4  |
| 1994                      | Slovensko                 | OH                        | 8  | 4  | 0  | 4  | 10 |
| 1994                      | Slovensko                 | MS sk.C/1                 | 6  | 2  | 3  | 5  | 6  |
| 1997                      | Slovensko                 | MS                        | 8  | 4  | 2  | 6  | 4  |
| 1998                      | Slovensko                 | OH                        | 4  | 0  | 1  | 1  | 0  |
| Juniorská kariéra celkově | Juniorská kariéra celkově | Juniorská kariéra celkově | 18 | 15 | 16 | 31 | 8  |
| Seniorská kariéra celkově | Seniorská kariéra celkově | Seniorská kariéra celkově | 26 | 10 | 6  | 16 | 20 |